# Recreatieoord Hoek van Holland

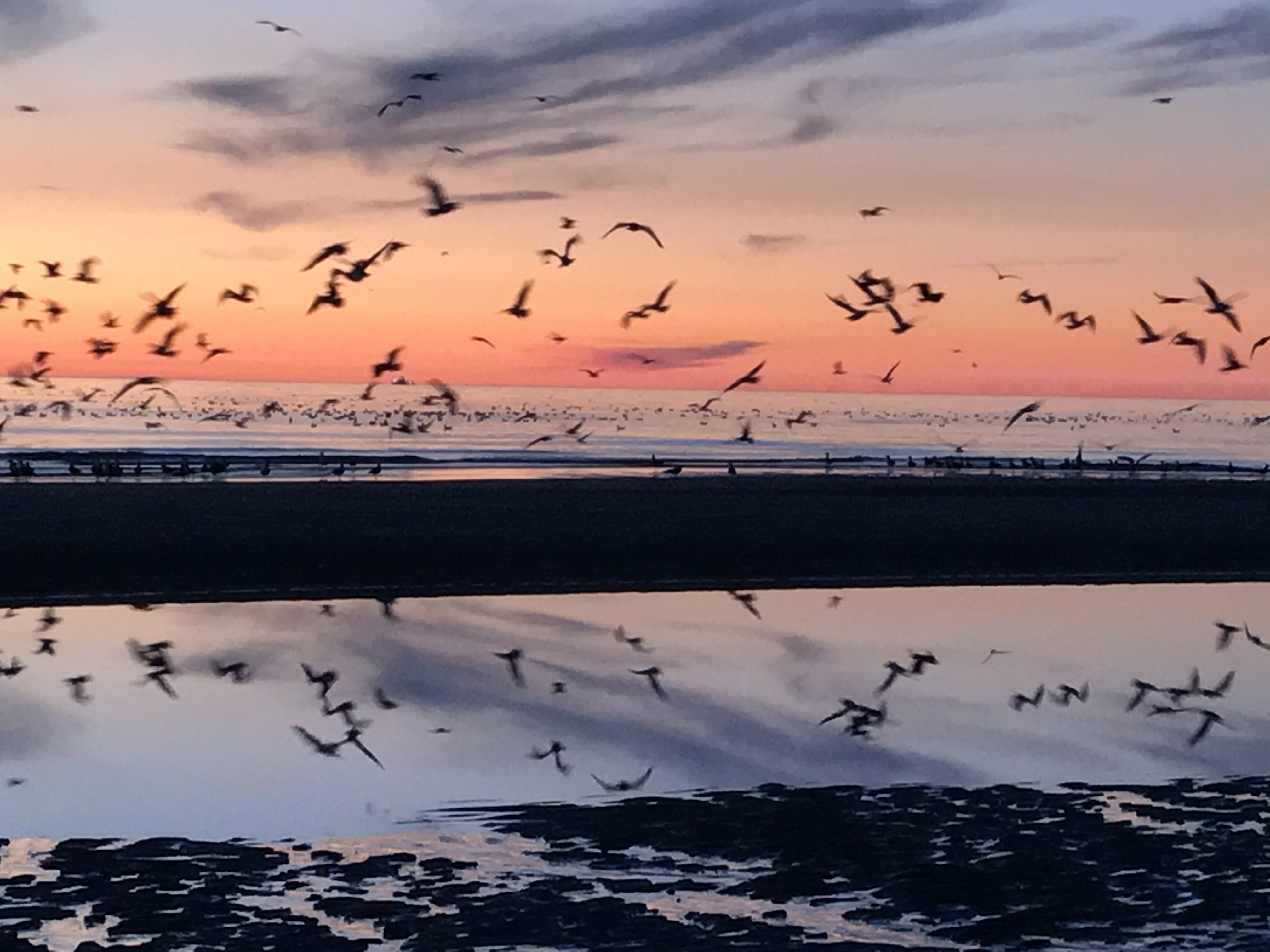
Recreatieoord Hoek van Holland en zeezicht

Recreatieoord Hoek van Holland is een vakantiepark in het noordelijke deel van Hoek van Holland in de Nederlandse provincie Zuid-Holland. Het recreatieoord is opgericht in 1923 door de gemeente Rotterdam, die nog altijd eigenaar van het terrein is. Het terrein herbergt ongeveer 900 houten huisjes en 200 caravans, die in eigendom zijn van particulieren.
Samen met Saxenheim en Bakkum behoort Recreatieoord Hoek van Holland tot de oudste kampeerterreinen van het land. Kenmerkend voor Hoek van Holland was de snelle toename van het aantal houten kampeerhuisjes kort na de oprichting van het kampeerterrein. Daarom wordt Recreatieoord Hoek van Holland als het oudste vakantiepark van Nederland beschouwd. Het huisjesterrein wordt ook wel De houten kampeerstad van Rotterdam aan zee genoemd. Op het recreatieoord zijn van oudsher drie kampeerverenigingen actief. In de volksmond wordt het recreatieoord ook wel ‘Het kamp’, ‘Het huisjeskamp’, ‘Het oude kamp’ en ‘Het nieuwe kamp’ genoemd. 

## Geschiedenis

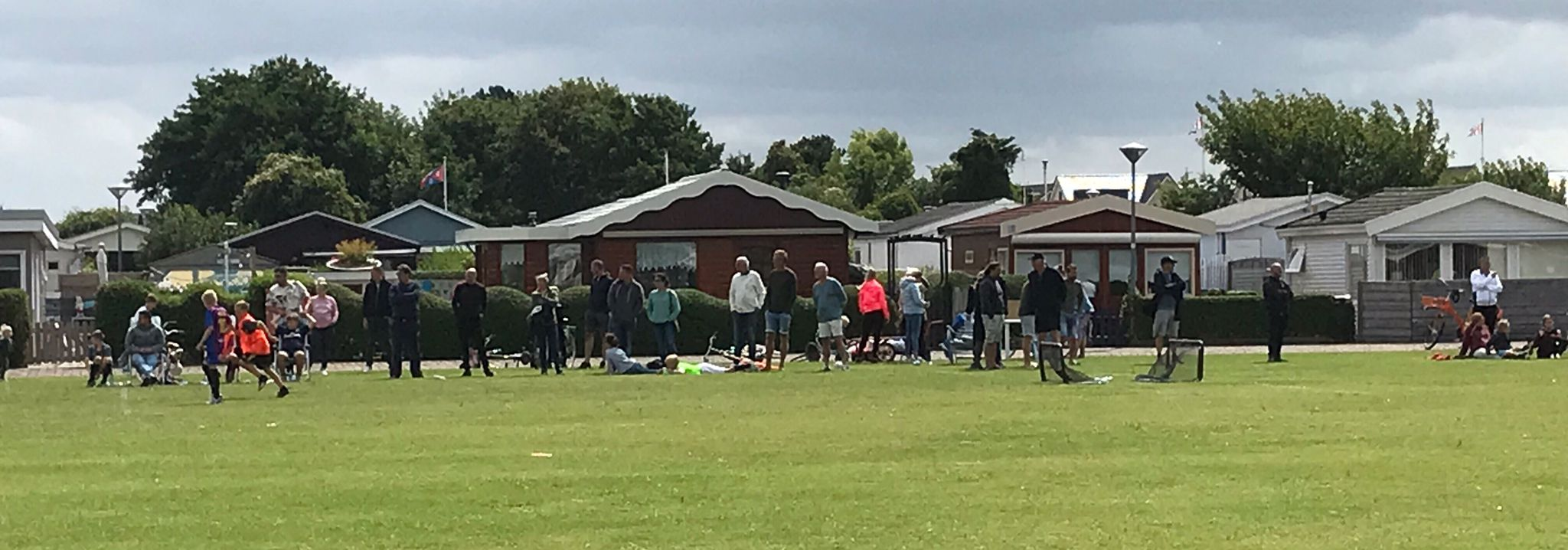
Voetbalveld Recreatieoord Hoek van Holland

Na de Eerste Wereldoorlog won het kamperen aan populariteit. Veel Rotterdamse kampeerders zetten na hun bezoek aan het strand van Hoek van Holland (van oudsher ook wel Rotterdam aan zee genoemd) hun tent op in de duinen om er te overnachten. 
Om dat in goede banen te leiden, opende de gemeente Rotterdam in 1923 in de duinen van Hoek van Holland een kampeerterrein met tenten. Het tentenkamp ontwikkelde zich echter al snel tot een groot huisjeskamp (470 huisjes in 1933). 
Het waren voornamelijk Rotterdamse arbeidersgezinnen die het zomerseizoen in de houten vakantiehuisjes doorbrachten. 
Op 23 september 1926 besloot een groep kampeerders tot de oprichting van ‘Kampeerdersvereniging Rotterdam aan zee’ (R.A.Z.). De vereniging nam in 1933 het initiatief tot uitbreiding van het kampeerterrein, een kilometer verderop in 's-Gravenzande (tegenwoordig Park Zeerust).

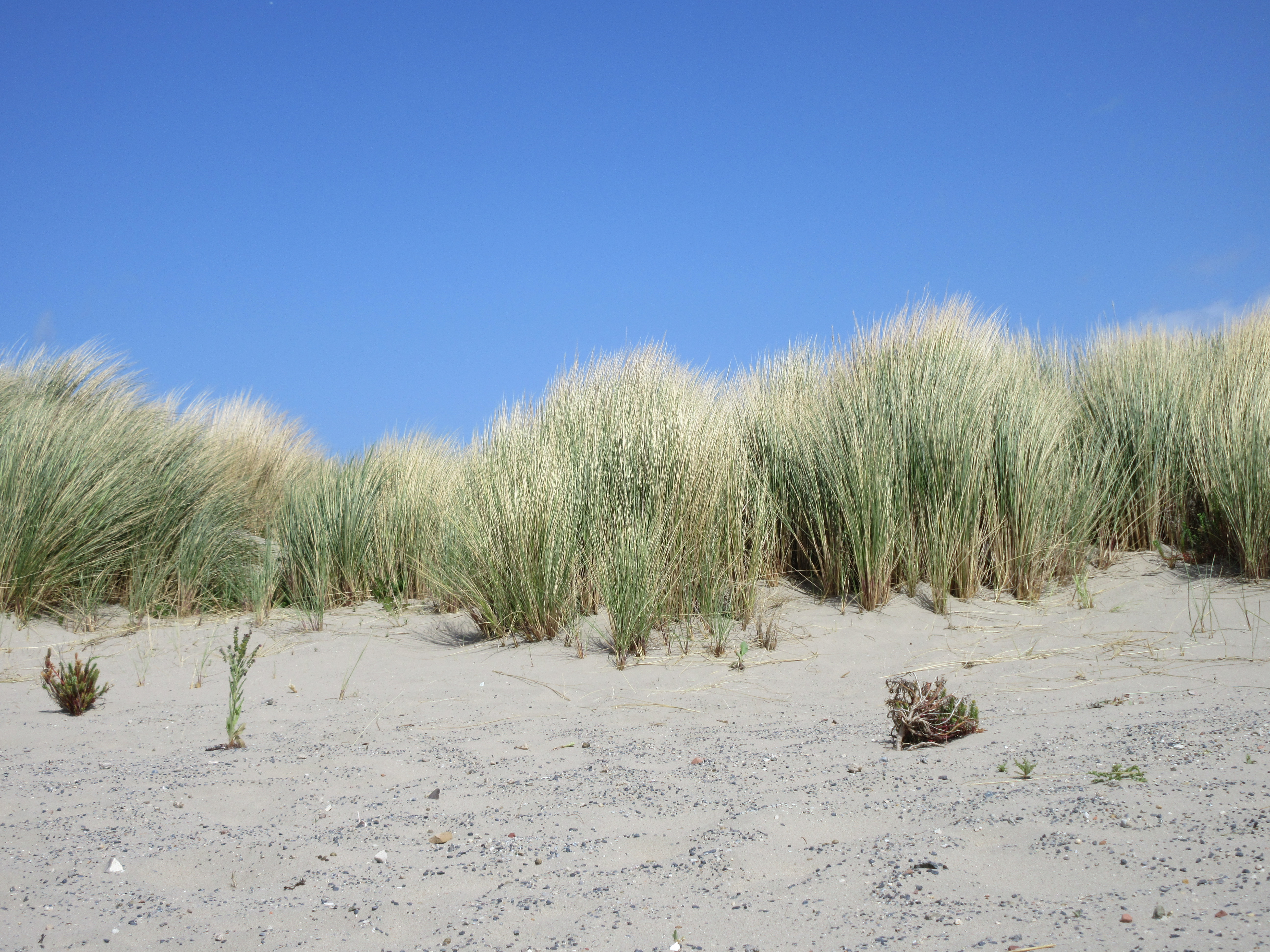
Recreatieoord Hoek van Holland en de duinen.

### Na de Tweede Wereldoorlog
In 1951 kreeg het kampeerterrein een uitbreiding met ‘Het nieuwe kamp’. Het oorspronkelijke gedeelte kreeg de naam ‘Het oude kamp’. 
Op 11 december 1960 was de oprichting van een tweede kampeervereniging: De Poort van Europa. 
Op 1 maart 1966 veranderde de gemeente Rotterdam de naam ‘Kampeerterrein Hoek van Holland’ in ‘Recreatieoord Hoek van Holland’. Camping Hoek van Holland (met caravans en tenten) werd in september 1987 toegevoegd aan het recreatieoord.   
In 2008 werd ternauwernood voorkomen dat het recreatieoord werd verkocht aan een commerciële projectontwikkelaar.
In een enquête van de gemeente Rotterdam in 2015 sprak 96,9 procent van de bewoners van het recreatieoord haar voorkeur uit om beheer en eigendom van het kamp ook in de toekomst in handen van de gemeente te houden.  

### Een blik op de toekomst
In 2020 wilde de gemeente Rotterdam het recreatieoord via een Europese aanbesteding verkopen. Dit leidde tot grote weerstand bij de recreanten, en de gemeentelijke ombudsman uitte forse kritiek op de werkwijze van de gemeente. In april 2021 trok het college van B en W haar plannen weer in. De gemeente Rotterdam geeft de grond onder het park mettertijd onder erfpacht uit aan de eigenaren en gebruikers. Zij moeten straks zelf zorgen voor onderhoud en exploitatie. Bedoeling is, dat de recreanten daartoe een coöperatieve vereniging oprichten die in zee gaat met een professionele partij, die onder meer verantwoordelijk wordt voor het innen van de huur.

## Cultuurhistorische waarde
Recreatieoord Hoek van Holland heeft een rijke cultuur-historische en maatschappelijke waarde. Het Recreatieoord is bijgeschreven in het Netwerk Immaterieel Erfgoed en erkend als Echt Rotterdams Erfgoed. Ook maakt het deel uit van de Canon van Zuid-Holland. Tevens is er een miniatuurversie van het park in Miniworld Rotterdam te bewonderen.

## Bekende (oud)-kampeerders
Vaste bezoekers van Recreatieoord Hoek van Holland waren onder andere Coen Moulijn, Gerard Cox, Annie de Reuver, Jaap Valkhoff, André van Duin, Corrie van Gorp, Wim Jansen, John de Wolf, Jan Everse, Willem van Hanegem, André Hazes en Dré Hazes. De duinen van Hoek van Holland waren de inspiratie voor André van Duin voor zijn artiesten(achter)naam. André Hazes schreef verschillende liedjes in het tuintje achter zijn huisje. John Buijsman heeft een huisje op het recreatieoord.

## Galerij

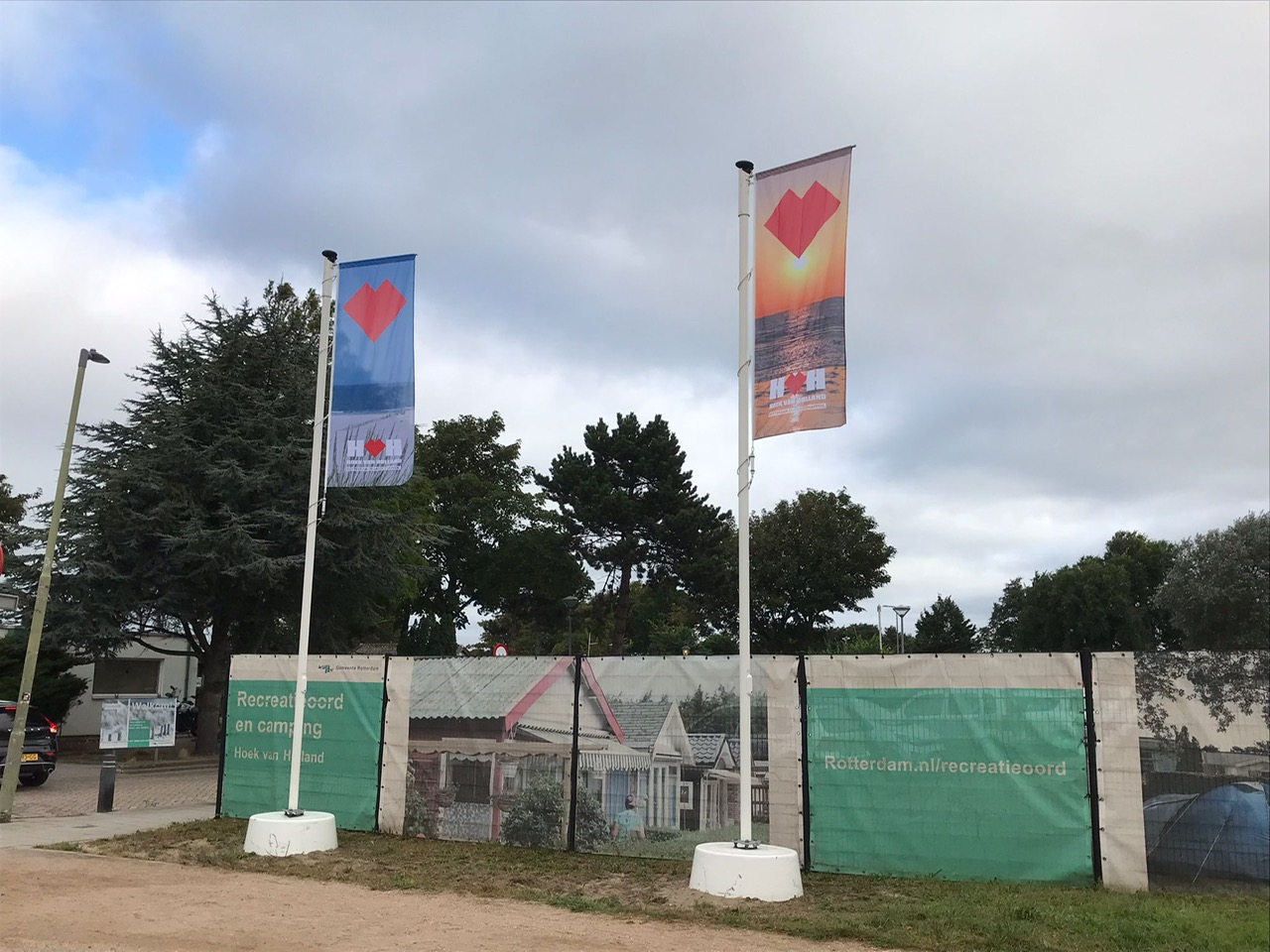
Entree Recreatieoord Hoek van Holland
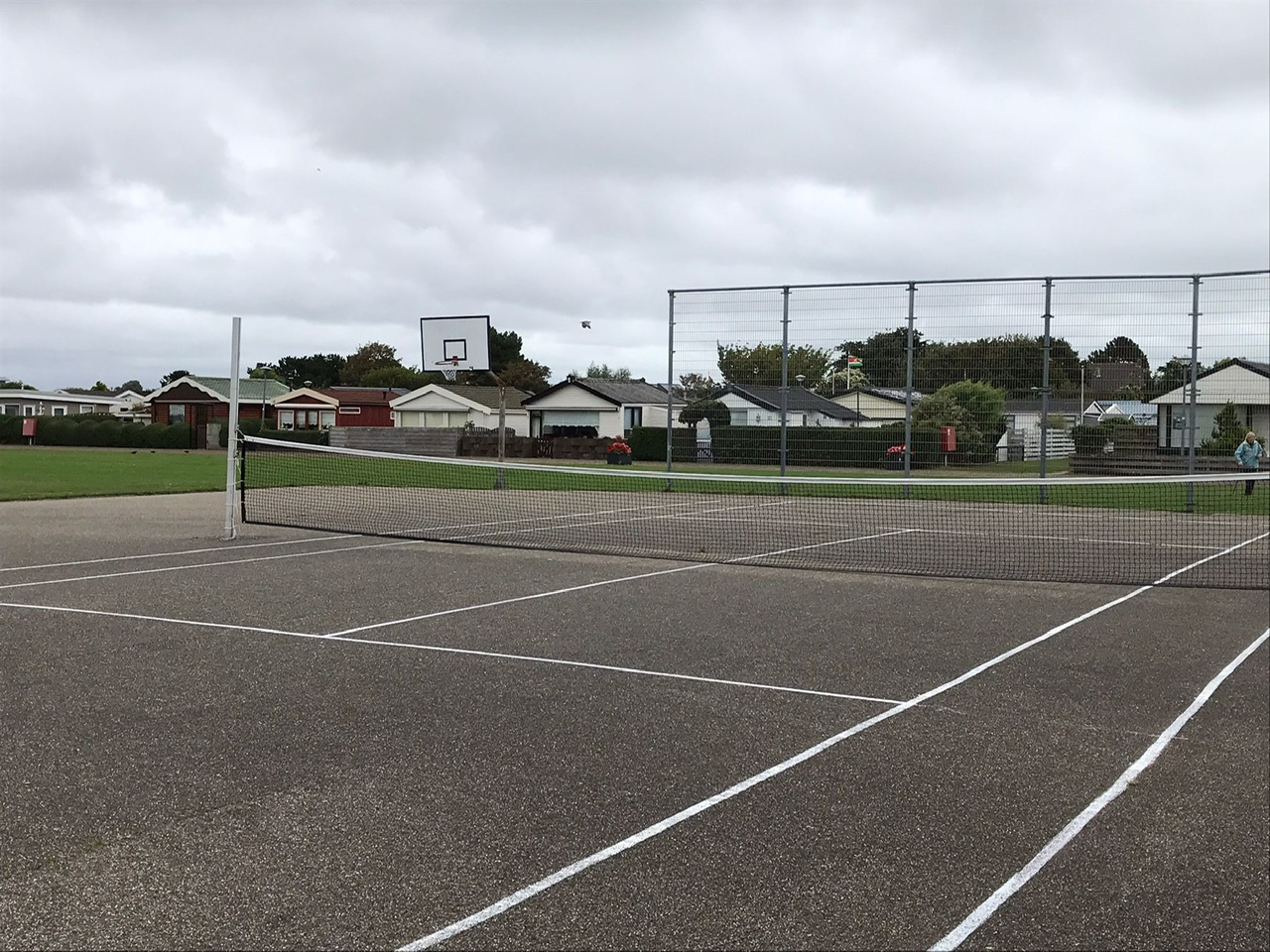
Tennisbaan en basketbalveld Recreatieoord Hoek van Holland
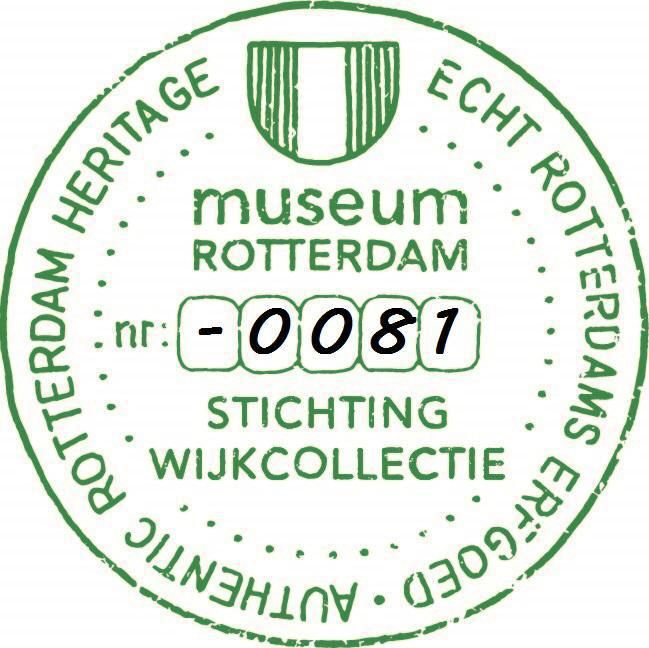
Recreatieoord Hoek van Holland
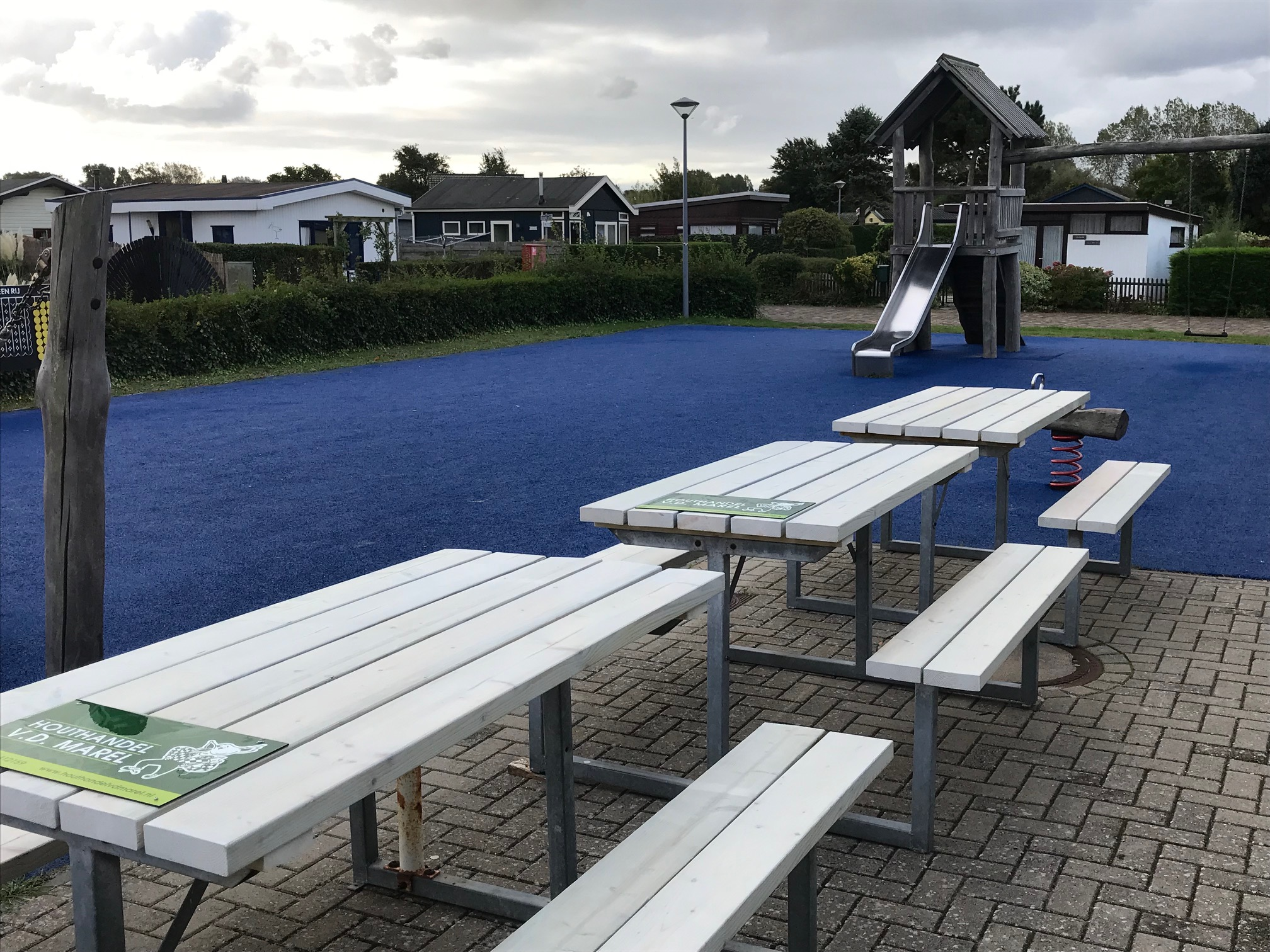
Speeltuin naast recreatiegebouw Hoek van Holland
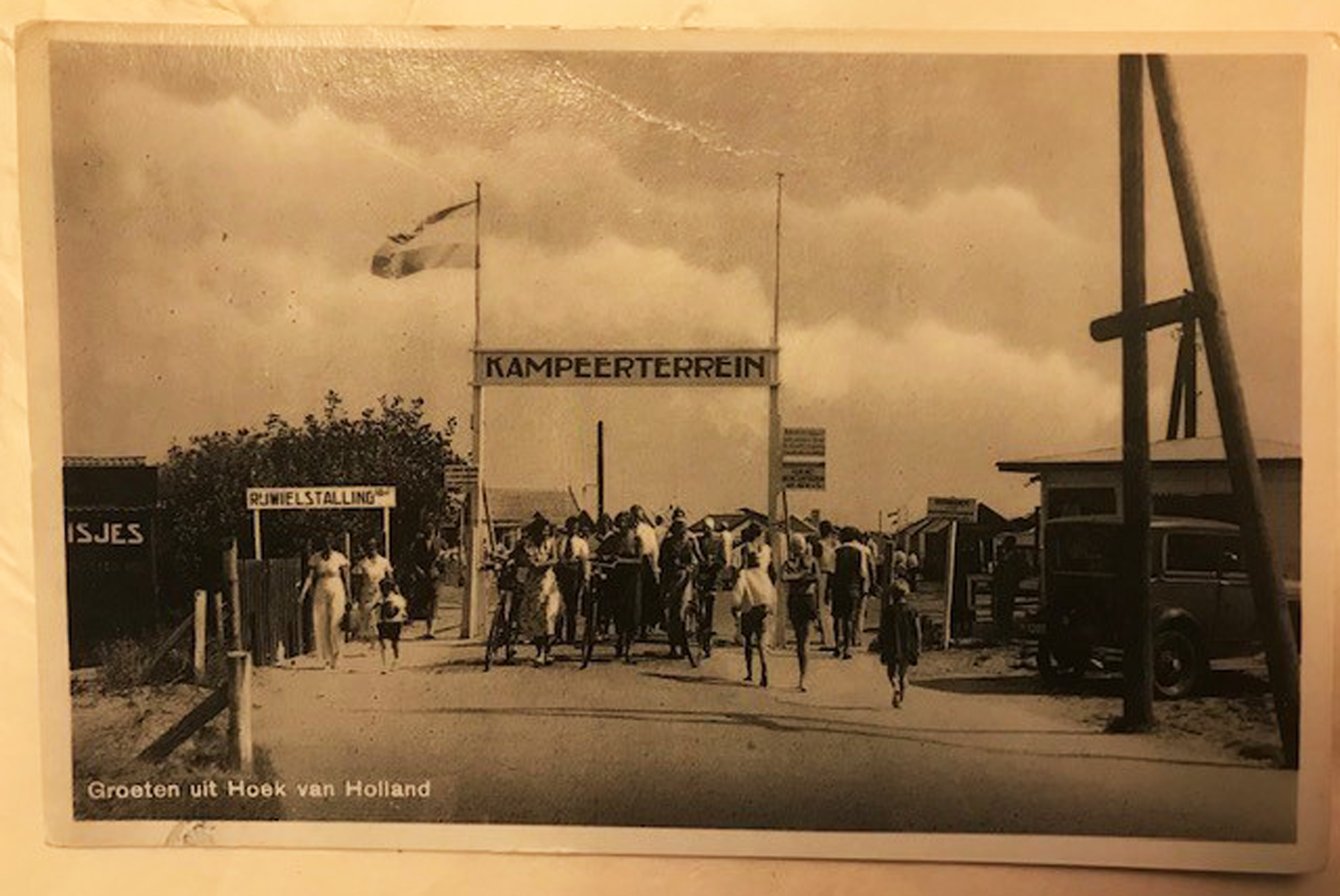
Historische ansichtkaart Kampeerterrein Hoek van Holland
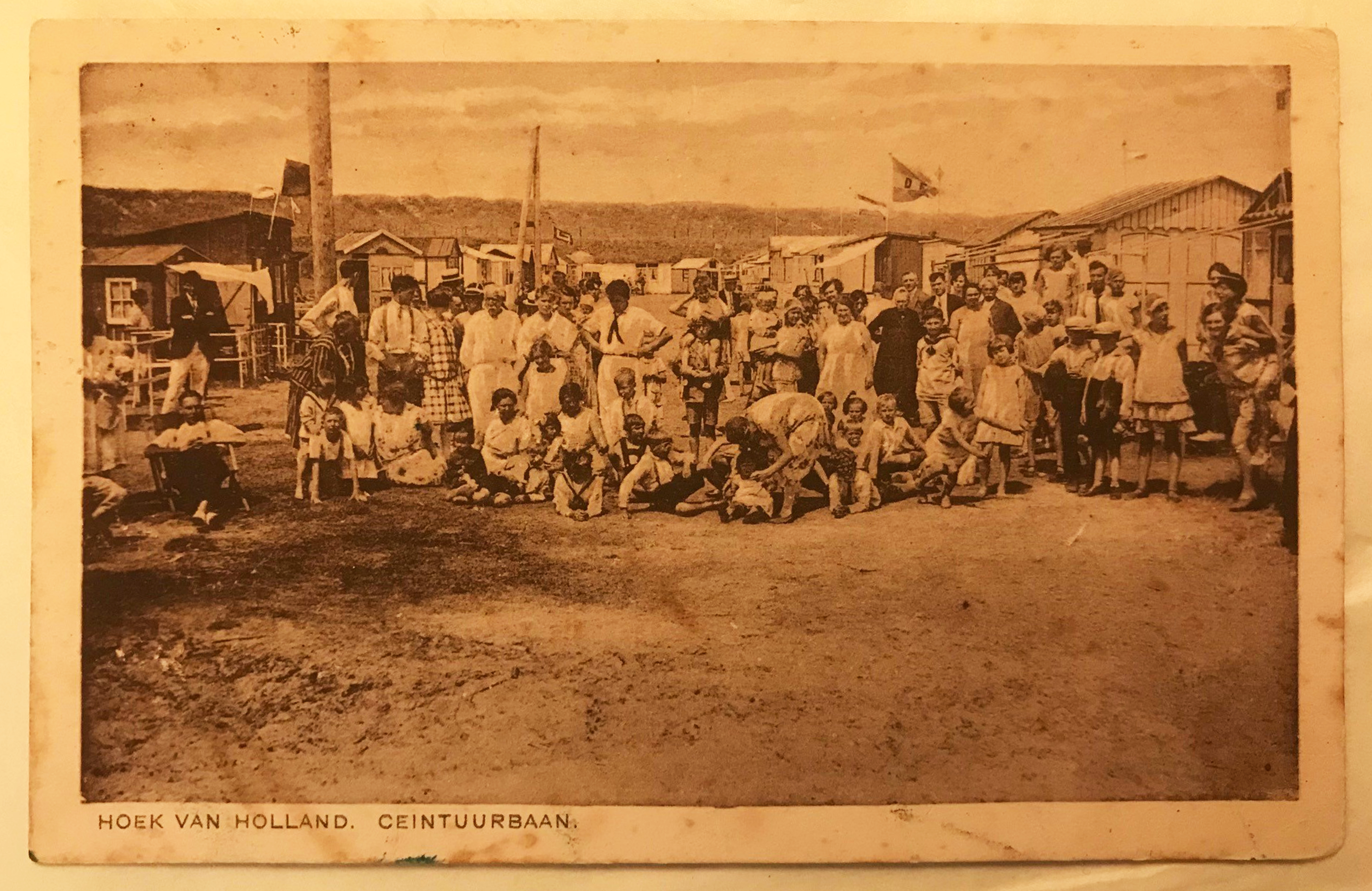
Hoek van Holland Kampeerterrein Ceintuurbaan. Geschiedenis Rotterdam aan Zee.
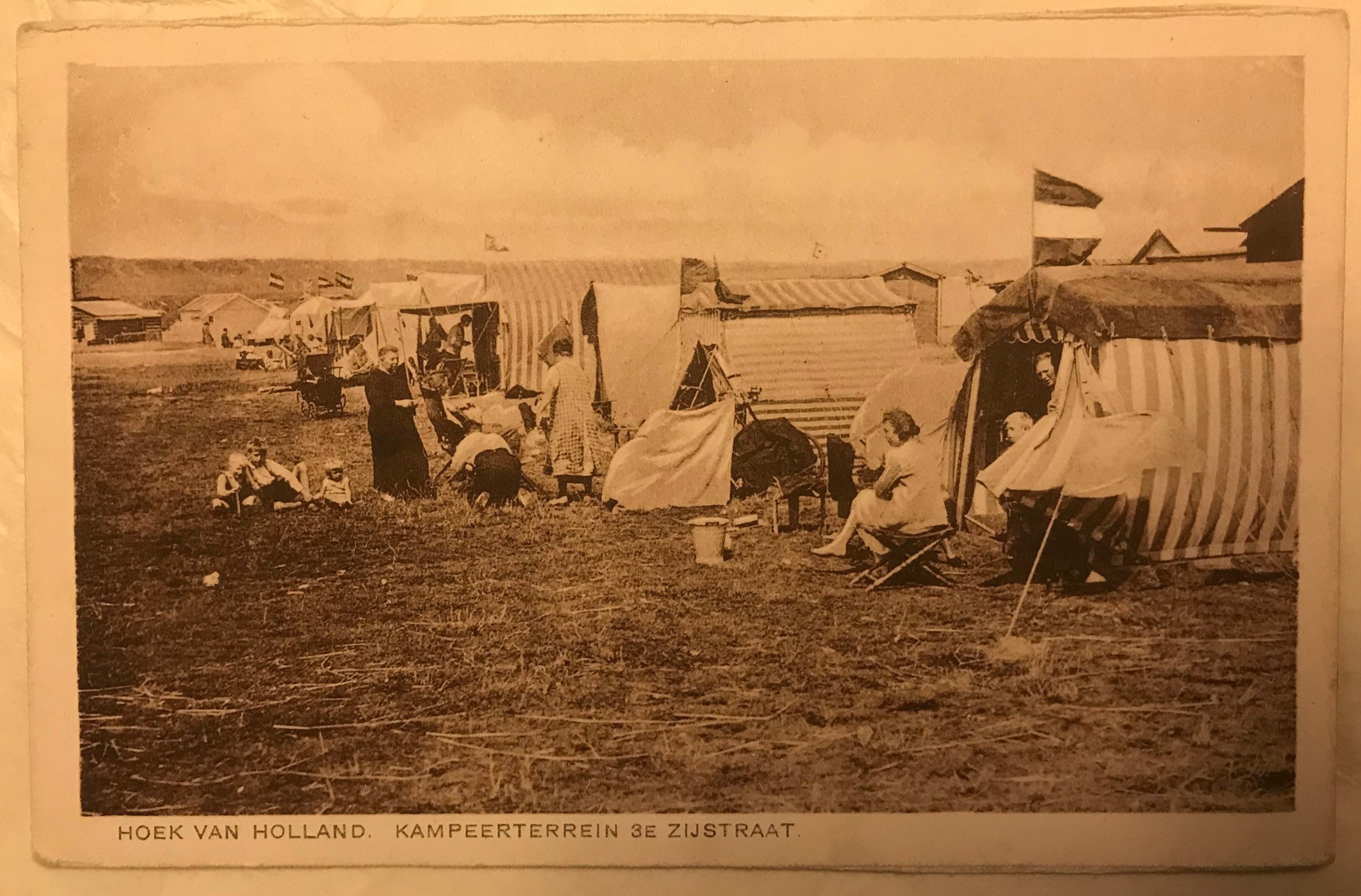
Historische ansichtkaart Hoek van Holland Kampeerterrein 3e Zijstraat.
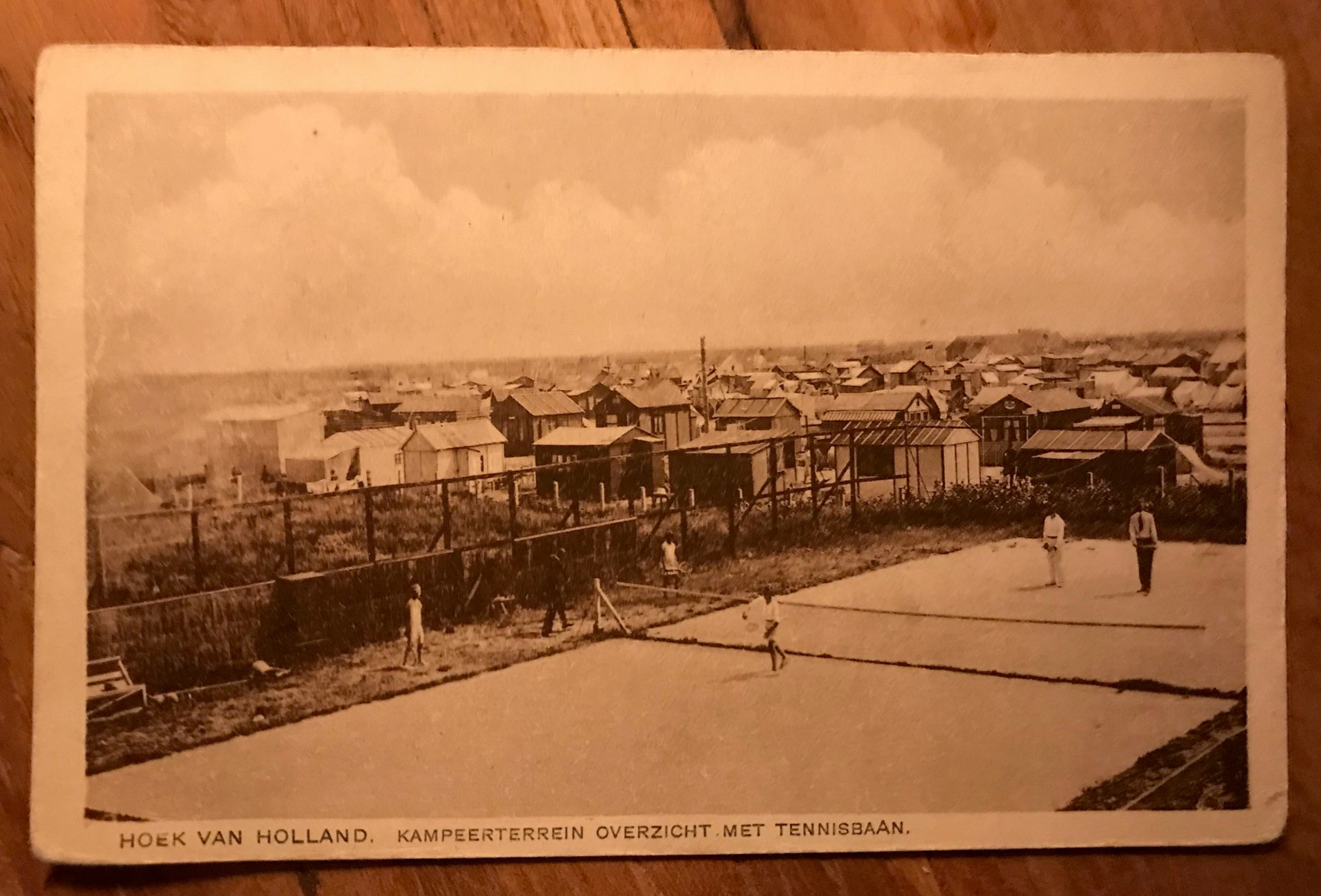
Hoek van Holland Kampeerterrein met tennisbaan. Prinses Juliana kwam hier tijdens haar jeugd ook vaak tennissen.
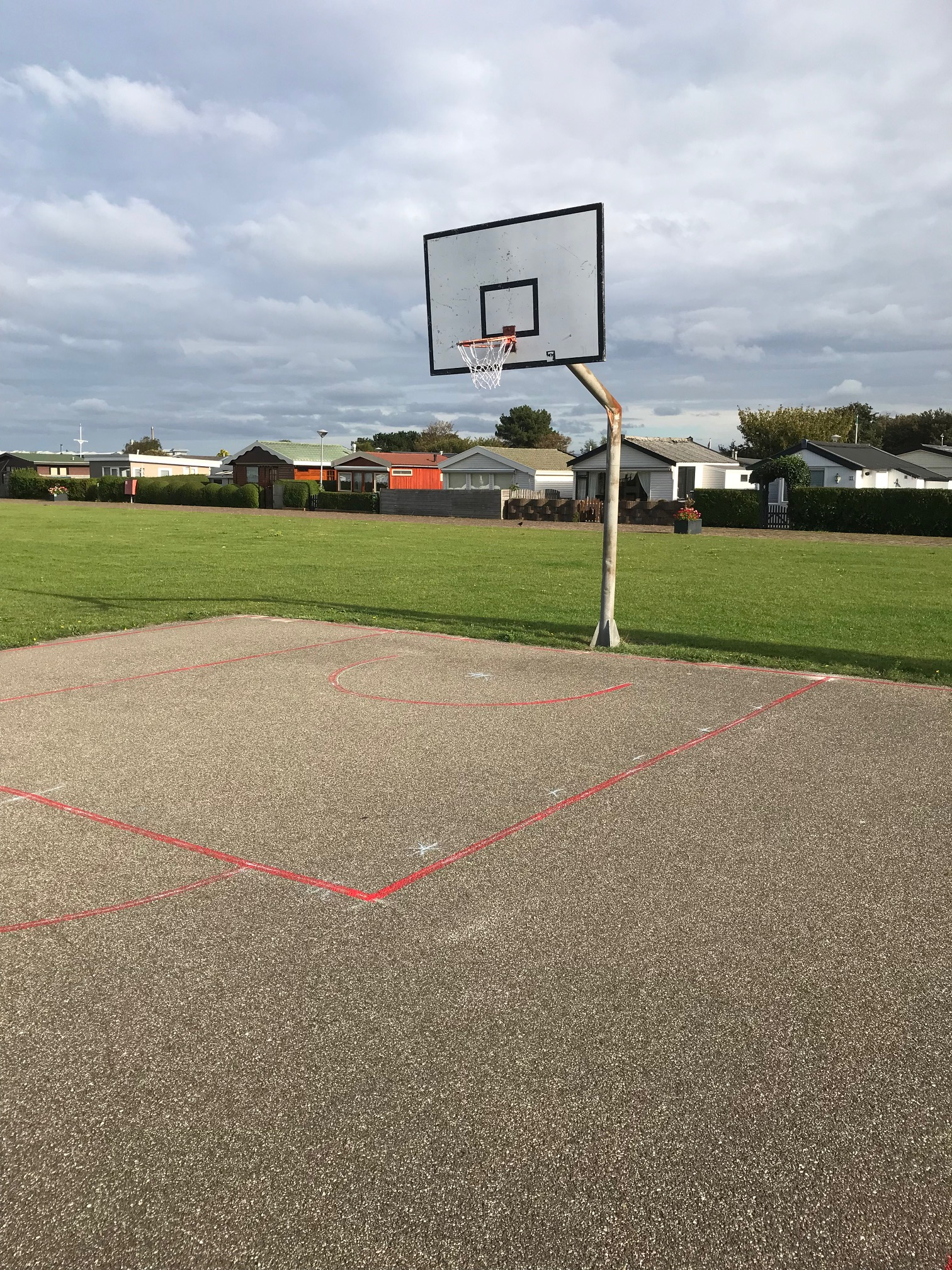
Basketbalveld Recreatieoord Hoek van Holland
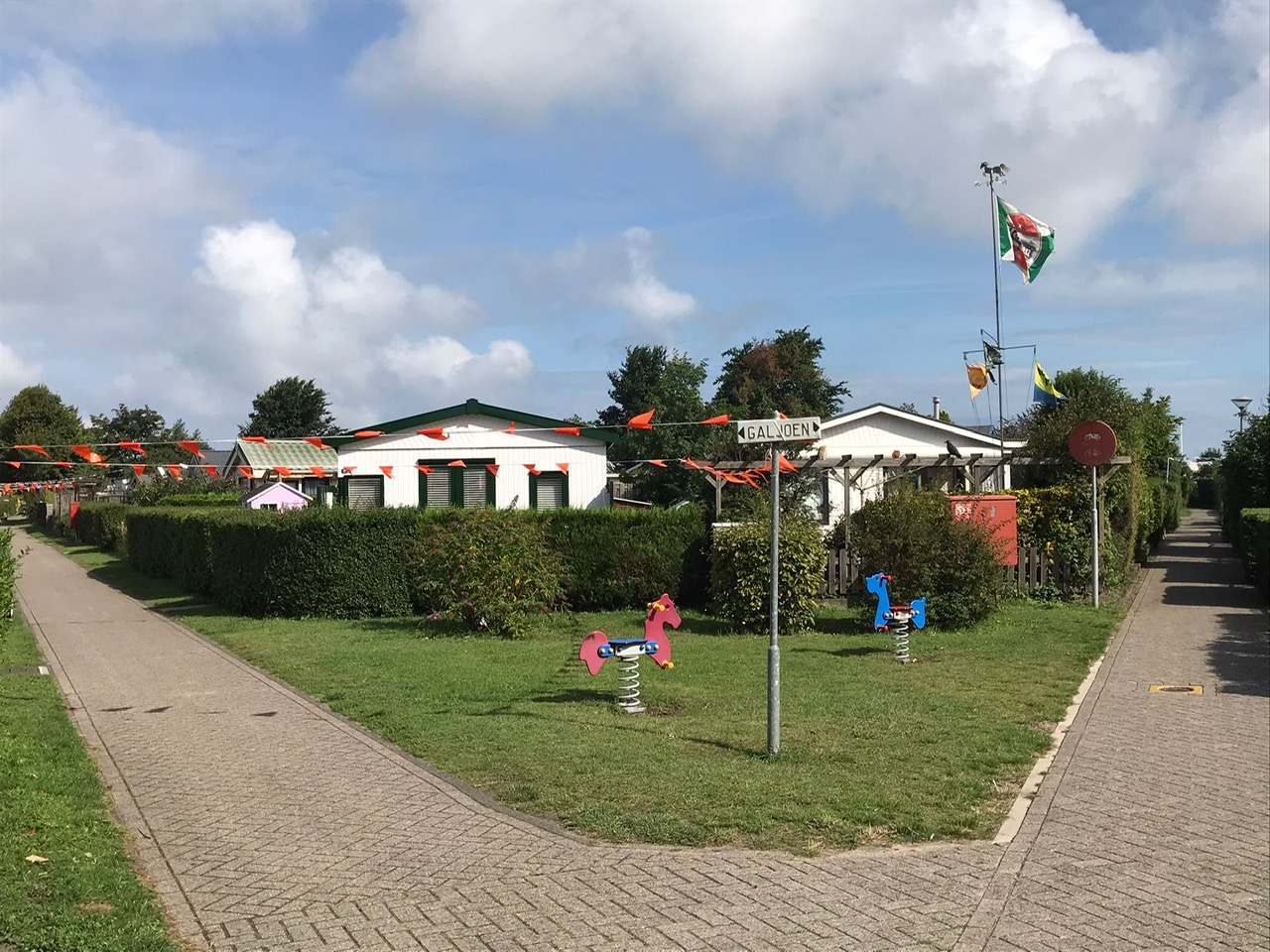
Galjoen Recreatieoord Hoek van Holland
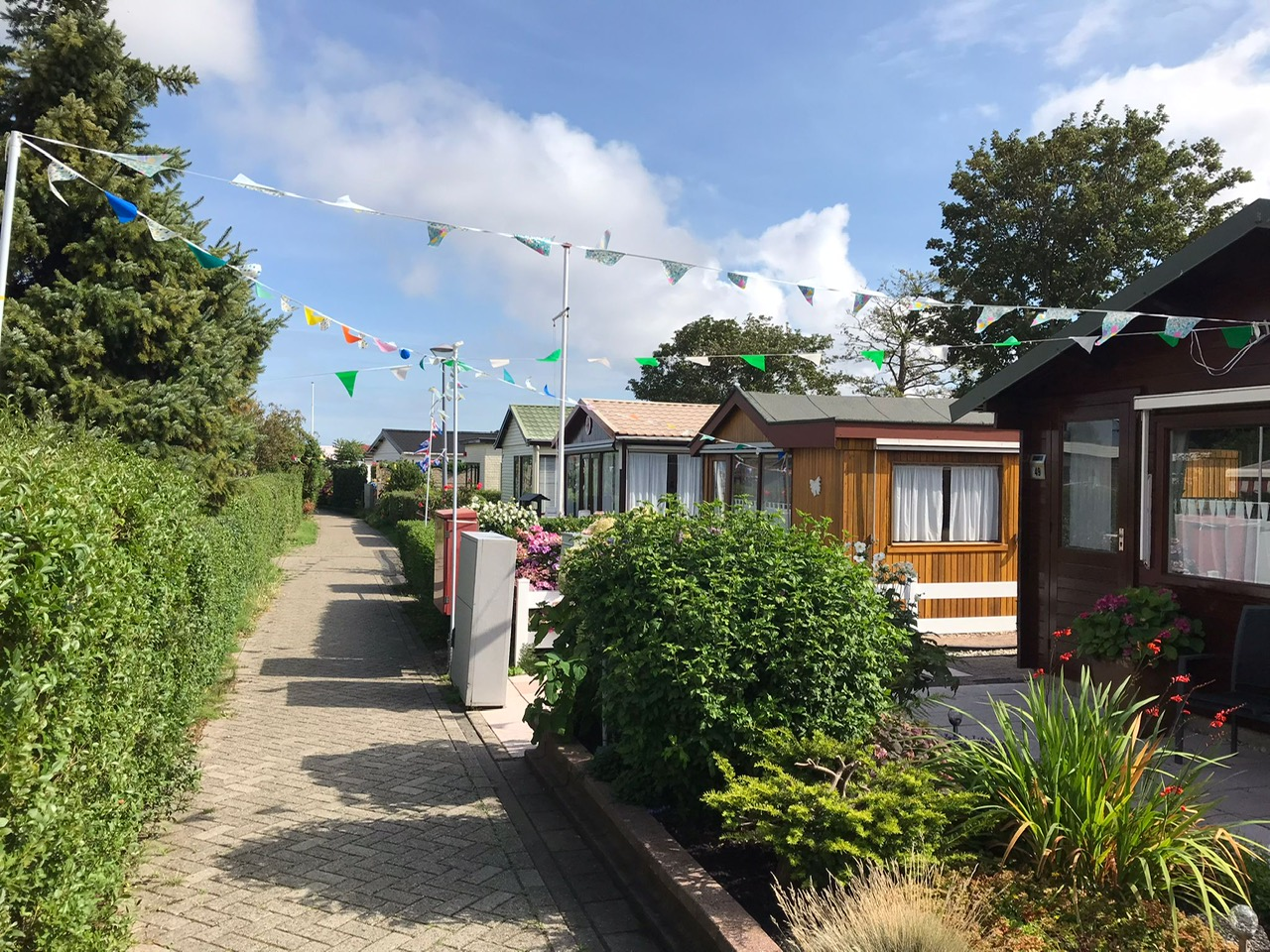
Recreatieoord Hoek van Holland
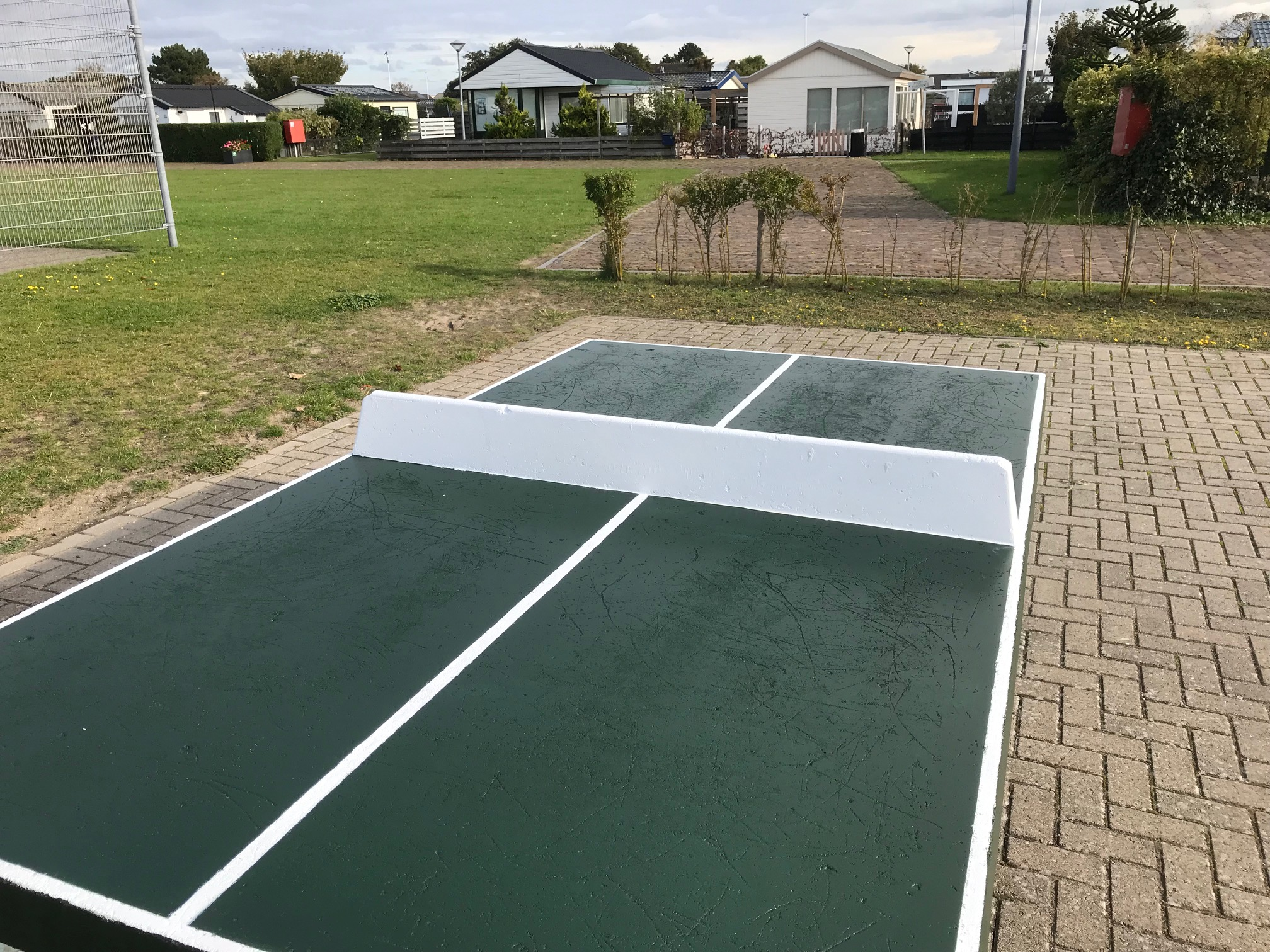
Tafeltennistafel sportveld Recreatieoord Hoek van Holland